# Paul Bourrillon
Pour les articles homonymes, voir Bourrillon.

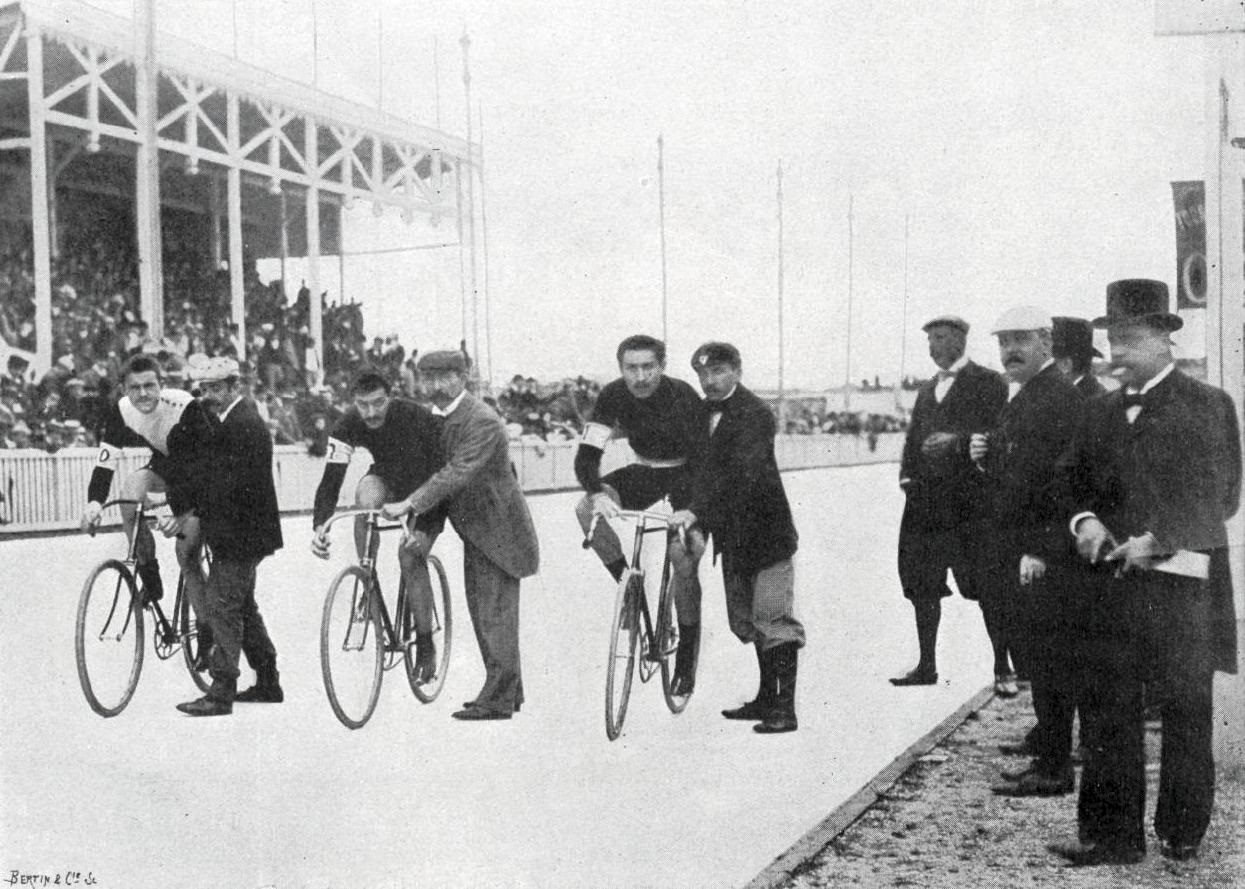
Finale du championnat de France de vitesse sur piste 1897 - au centre Paul Masson (2e, dit Nossam), à droite Paul Bourrillon (vainqueur).

Paul Bourrillon, né le 14 janvier 1877 à Marmande où il est mort le 14 avril 1942, est un coureur cycliste et artiste lyrique français.

## Biographie
Fils d'un négociant de Marmande, il effectue son service militaire de 1899 à 1901 au 31e régiment d'infanterie. Il est champion du monde de vitesse à Copenhague en 1896.
Après des études au conservatoire, il est engagé comme ténor au Grand-Théâtre de Nantes en 1902. En 1904, il est premier ténor à l'opéra de Bordeaux. En 1905-1906, il est ténor léger au Théâtre des Arts de Rouen. Il s'y produit dans Mireille, L'Étranger et La Reine Fiammette. En 1908, il débute dans La Navarraise à l'Opéra-Comique. Il est engagé en 1909 par le nouvel opéra de Boston.
Il joue dans Orphée aux Enfers au théâtre des Variétés en 1912.

## Palmarès
- 1895
  - 2e du championnat de France de vitesse
  - 2e du Grand Prix de Paris
  - 2e du Grand Prix d'Alexandrie
  - 3e du Grand Prix de l'UVF
  - 3e du Grand Prix de Florence
- 1896
  -  Champion du monde de vitesse
  -  Champion de Grande-Bretagne des 15 miles
  - Grand Prix de Genève
  - 3e du championnat de France de vitesse
- 1897
  -  Champion de France de vitesse
  - Grand Prix d'Anvers
  - Grand Prix de Berlin
  - Grand Prix de Bruxelles
  - Grand Prix de Hanovre
  - Grand Prix d’ouverture de vitesse au Vélodrome de la Seine à Paris
  - Grand Prix de Turin
  - 2e du Grand Prix de Leipzig
  - 2e du Derby du Rhin
  - 3e du Grand Prix de Paris
  - 3e du Grand Prix de l'UVF
- 1898
  - Grand Prix de Paris
  - Derby autrichien
  - Grand Prix de Berlin
  - Grand Prix de Roubaix
  - 2e du Grand Prix d'Allemagne de vitesse
- 1899
  -  Champion de France de vitesse
  - Grand Prix d’Anvers
  - 3e du Grand Prix d'Italie de vitesse
  - 3e du Grand Prix de Turin

## Sources
1. ↑  « Ceux qui s'en vont : Paul Bourillon qui fut champion du monde… et ténor léger au théâtre des Arts », Journal de Rouen,‎ 18 avril 1942, p. 2 (lire en ligne).
2. ↑  Journal de Rouen, 24 juin 1902.
3. ↑  Bulletin de l'Union vélocipédique de France, no 5, mai 1905, p. 89.
4. ↑  Journal de Rouen, 6 septembre 1908.
5. ↑  Journal de Rouen, 10 octobre 1905.
6. ↑  Journal de Rouen, 30 novembre 1905.
7. ↑  Journal de Rouen, 22 décembre 1905.
8. ↑  Journal de Rouen, 4 septembre 1909.
9. ↑  Journal de Rouen, 12 mai 1912.